# Місцеві вибори в Запорізькій області 2020
Місцеві вибори у Запорізькій області 2020 — це вибори депутатів Запорізької обласної ради, районних рад, Запорізької міської ради та вибори Запорізького міського голови, що відбулися 25 жовтня 2020 року в рамках проведення місцевих виборів у всій країні.

## Вибори мера

### Запоріжжя
Мером на другий термін було переобрано Володимира Буряка.
I тур
| №   | Кандидат          | Партія                               | %        | Голосів |
| --- | ----------------- | ------------------------------------ | -------- | ------- |
| 1.  | Володимир Буряк   | «Партія Володимира Буряка „Єднання“» | 59,99 %  | 101 765 |
| 2.  | Олеся Крамаренко  | «За майбутнє»                        | 3,158 %  | 5357    |
| 3.  | Дмитро Осипов     | Самовисуванець                       | 1,994 %  | 3382    |
| 4.  | Валерій Прозапас  | «Європейська Солідарність»           | 11,437 % | 19 402  |
| 5.  | Юрій Ружин        | Радикальна Партія Олега Ляшка        | 1,684 %  | 2795    |
| 6.  | Віталій Рябцев    | ВО «Батьківщина»                     | 3,03 %   | 5145    |
| 7.  | Елла Слепян       | «Наш край»                           | 1,914 %  | 3247    |
| 8.  | Денис Тарасов     | «Сила людей»                         | 1,768 %  | 3000    |
| 9.  | Віктор Хоцький    | Самовисуванець                       | 1,358 %  | 2304    |
| 10. | Віталій Тишечко   | «Слуга народу»                       | 11,397 % | 19 334  |
|     | Недійсні бюлетені |                                      | 2,303 %  | 3907    |

Таблицю сформовано згідно з протоколом Запорізької міської територіальної виборчої комісії.

### Мелітополь
I тур
| Кандидат                                  | %       | Голосів |
| ----------------------------------------- | ------- | ------- |
| 1. Іван Федоров («Команда Сергія Мінька») | 59,60 % | 21 023  |
| 2. Павло Маслов («ОПЗЖ»)                  | 16,17 % | 5 705   |
| 3. Віталій Балицький («Опозиційний блок») | 11,80 % | 4 163   |
| 4. Ігор Скоробагатько («Наш край»)        | 4,22 %  | 1 490   |

### Бердянськ
I тур
| Кандидат                           | %       | Голосів |
| ---------------------------------- | ------- | ------- |
| 1. Олександр Свідло («ОПЗЖ»)       | 34,70 % | 12 762  |
| 2. Валерій Баранов («За майбутнє») | 30,15 % | 11 088  |
| 3. Микола Ільїн (ВО «Батьківщина») | 16,83 % | 6 189   |
| 4. Євгеній Шаповалов               | 3,11 %  | 1 145   |

II тур
| Кандидат                           | %       | Голосів |
| ---------------------------------- | ------- | ------- |
| 1. Валерій Баранов («За майбутнє») | 49,98 % | 17 282  |
| 2. Олександр Свідло («ОПЗЖ»)       | 47,22 % | 16 327  |

## Вибори до обласної ради
| Місце | Партія                             | % голосів | Кількість голосів | Усього місць |
| ----- | ---------------------------------- | --------- | ----------------- | ------------ |
| 1     | Опозиційна платформа — За життя    | 23,27 %   | 96 726            | 23 / 84      |
| 2     | Слуга народу                       | 18,80 %   | 78 395            | 19 / 84      |
| 3     | Європейська Солідарність           | 9,40 %    | 39 192            | 10 / 84      |
| 4     | Партія Володимира Буряка «Єднання» | 8,07 %    | 33 661            | 9 / 84       |
| 5     | Опозиційний блок                   | 7,56 %    | 31 538            | 8 / 84       |
| 6     | За Майбутнє                        | 6,97 %    | 29 051            | 8 / 84       |
| 7     | ВО «Батьківщина»                   | 5,84%     | 24 342            | 7 / 84       |